# Ahlers Werft
Oltmann Ahlers hatte um 1815  in Elsfleth eine Werft gegründet, auf der etwa 10 hölzerne Schiffe entstanden. Um 1840 hatte Johann Diedrich Ahlers die Werft von seinem Vater übernommen und hat hier bis ca. 1885 weitere rund 50 hölzerne Segelschiffe erbaut. 

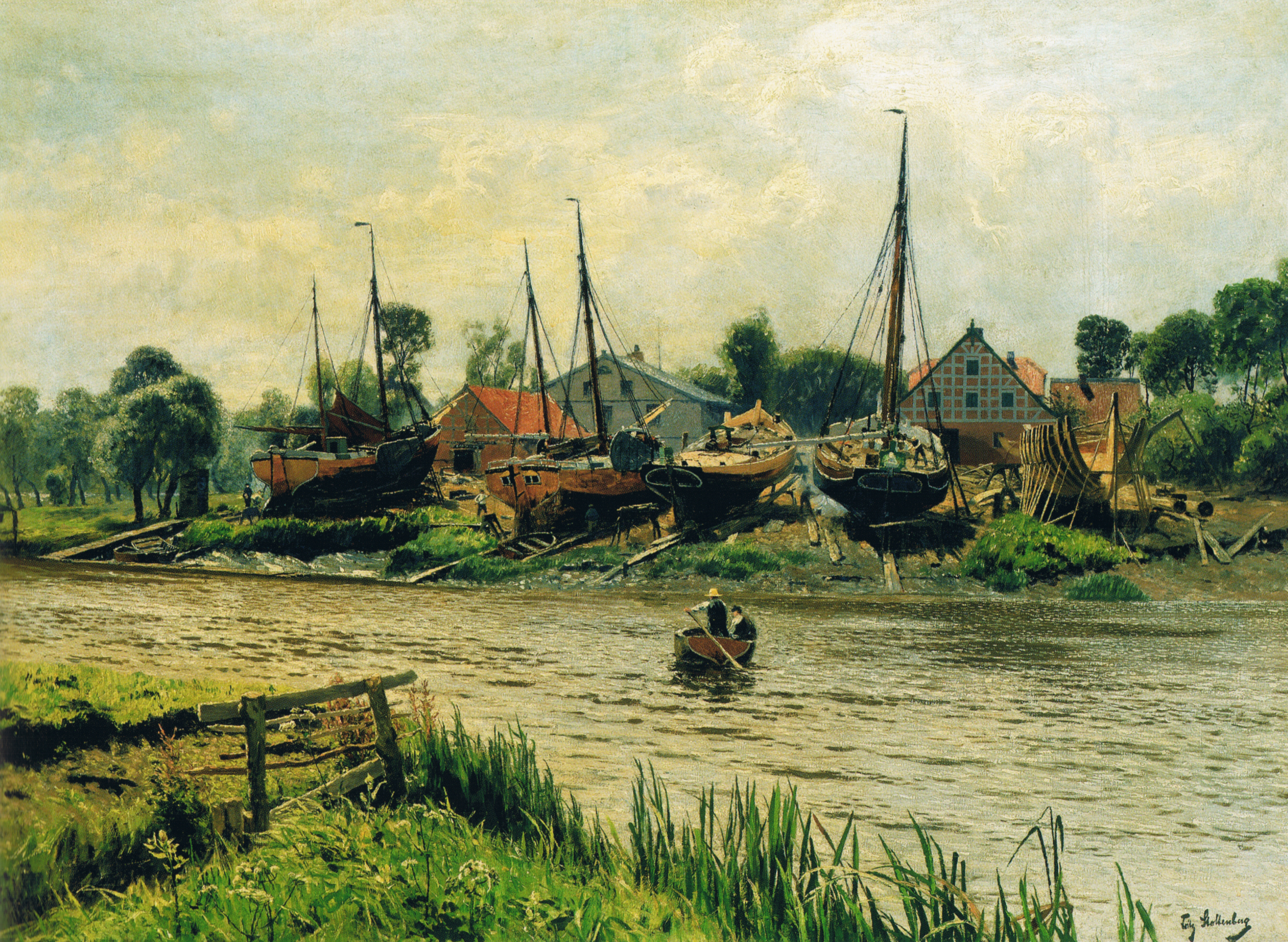
Typische Holzschiffswerft um 1880, Gemälde von Fritz Stoltenberg

Ab 1800 wurden im Unterweserraum viele Schiffbauplätze wie die von Oltmann Ahlers errichtet, da hölzerne Segelschiffe aufgrund der Arbeitsteilung und des wachsenden Handels besonders zur Versorgung von Bremen nachgefragt wurden. So entstanden besonders am Ufer der oldenburgischen Unterweser viele Betriebe zum handwerkliche Holzschiffbau als Lastadien oder im Besitz einzelner Bootsbauer. Die von Oltmann Ahlers gebauten Schiffe waren bis 1840 selten größer als 100 Lasten und wurden für die Reeder der näheren Umgebung gebaut. Der vorwiegend gebaute Schiffstyp war die Kuff und die Galiot mit 20 - 50 Lasten.
Danach wurden von  Johann Diedrich Ahlers hier auch größere und schnellere Segler gebaut. Als Schiffstyp spielte dann die Brigg, Schonerbrigg, Schoner und die Bark eine wichtige Rolle. Die Größe schwankte um 100 bis 1000 Lasten. Auf dieser Werft entstanden bis 1885 insgesamt rund 60 Schiffe, einige auch auf eigene Rechnung. Die meisten Schiffe wurden an Elsflether Reeder abgeliefert, wie J. H. Becker & Co, A. Schiff, C. Paulsen und J. H. Hustede.
Der 1848 geborene Sohn von Johann Diedrich Ahlers Sohn, Oltmann Johann Dietrich Ahlers wurde 1881 Direktor der neu gegründeten Deutsche Dampfschiffahrtsgesellschaft „Hansa“.